# Brabrand (plaats)
Brabrand is een plaats in de Deense regio Midden-Jutland, gemeente Aarhus.
Het is sinds 1970 een voorstad van de stad Aarhus. Ten zuiden van de plaats ligt een meer en recreatiegebied.